# 안동MBC 정오의 희망곡
정오의 희망곡(안동)은 안동MBC FM4U(FM 91.3㎒)에서 매일 낮 12시부터 오후 2시까지 방송되는 경북 북부 지역의 대중가요 전문 라디오 프로그램이다. 1986년 7월 25일에 안동MBC FM4U가 개국하면서 첫방송을 시작한 안동MBC FM4U의 최장수 라디오 프로그램이다.

## 역대 진행자
- 1986년 7월 25일 ~ ??

- 1990년대 중반 ~ 후반 날짜 및 년도미상

1부 : 허은정 아나운서 (현재 퇴사함)
2부 : 김경환 아나운서 (현재 퇴사함)
- 2003년 3월 ~ 2006년 5월 : 황지경 아나운서 (현재 퇴사함, 결혼이후 외국 거주중)
- 2006년 5월 ~ 2008년 ?? : 성소선 아나운서 (현재 퇴사함)
- 2008년 ~ 2011년 : 정초은 라디오 전문DJ(현재 퇴사함)
- 2012년 ~ 2015년 3월 : 박은지 아나운서 (현재 퇴사함. 퇴사이후 국방FM 아나운서)
- 2015년 3월 ~ 2016년 11월 : 정효열 아나운서(현재 퇴사함)
- 2016년 11월 ~ 2017년 10월 : 김다솜 아나운서(현재 퇴사함)
- 2017년 12월 ~ 2018년 11월 : 문지현 아나운서 (현재 퇴사후 YTN 아나운서)
- 2018년 11월 ~ 2020년 11월 : 이다솔 아나운서 (현재 퇴사후 CJ ENM 오쇼핑부문 쇼호스트)
- 2020년 11월 ~ 2021년 1월 3일 : 반은혜 DJ
- 2021년 4월 1일 ~ 2021년 4월 1일 : 유한솔 아나운서 (만우절 임시 DJ(?))
- 2021년 4월 5일 ~ 2022년 11월 27일 : 손다정 아나운서 (평일)
- 2022년 4월 9일 ~ 2022년 11월 27일 : 윤수빈 아나운서 (주말)
- 2022년 11월 28일 ~  2023년 1월 29일 : 반은혜 DJ
- 2023년 1월 30일 ~ 2023년 12월 10일 : 김예인 아나운서 (평일)
- 2023년 1월 30일 ~ 2024년 9월 1일 : 황지윤 아나운서 (주말)
- 2023년 12월 11일 ~ 2025년 1월 9일 : 백시연 아나운서
- 2025년 1월 10일 ~ 현재 : 김민영 아나운서 (평일)
- 2025년 1월 11일 ~ 현재 : 송나영 아나운서 (주말)

## 같이 보기
- 안동문화방송
- MBC FM4U
- 정오의 희망곡 김신영입니다